# 중부광산안전사무소
중부광산안전사무소(中部鑛山安全事務所, East Mine Security Office)는 광산시설에 대한 안전검사 및 광산시설에 대한 보안대책 사무를 분장하는 대한민국 산업통상자원부의 소속기관이다. 2017년 1월 6일 발족하였으며, 경상북도 문경시 모전로 200에 위치하고 있다. 소장은 서기관 또는 기술서기관으로 보한다.

## 직무
- 광산시설에 대한 안전검사
- 광산시설에 대한 보안대책에 관한 사항

## 관할구역
- 대구광역시
- 경상북도[1]
- 충청북도

## 연혁
- 1978년 4월 10일: 동력자원부 소속으로 점촌광산보안출장소 설치.
- 1984년 12월 1일: 중부광산보안사무소로 개편.
- 1993년 3월 6일: 상공자원부 소속으로 변경.
- 1994년 12월 23일: 통상산업부 소속으로 변경.
- 1998년 2월 28일: 산업자원부 소속으로 변경.
- 2008년 2월 29일: 지식경제부 소속으로 변경.
- 2013년 3월 23일: 산업통상자원부 소속으로 변경.
- 2017년 1월 6일: 중부광산안전사무소로 개편.

## 사건·사고 및 논란

### 광업법 위반 불법채굴 묵인
2010년 8월 24일 충청북도 청원군 가덕면 금곡저수지 함몰 사고가 발생한 지 두달여만에 청주상당경찰서의 본격적인 수사가 시작되었다. 한국지질자원연구원 조사결과,광산과 저수지와의 거리가 46.3미터, 주택과의 거리는 30미터에 불과하여 저수지로부터 50미터 이내에서 채굴을 제한한다는 광업법을 어긴 불법채굴임이 확인된 것이다. 하지만, 중부광산보안사무소 측은 광산으로부터 측량결과를 받은 것이 동년 6월 24일임에도 숨기기에만 급급했다.